# Утянское сельское поселение (Белгородская область)
Утя́нское се́льское поселе́ние — муниципальное образование в Красногвардейском районе Белгородской области России. 
Административный центр — село Уточка.

## История
Утянское сельское поселение образовано 20 декабря 2004 года в соответствии с Законом Белгородской области № 159.

## Население
| 2010  | 2011  | 2012  | 2013  | 2014  | 2015  | 2016  | 2017  | 2018  |
| ----- | ----- | ----- | ----- | ----- | ----- | ----- | ----- | ----- |
| 1706  | ↘1699 | ↘1671 | ↘1621 | ↘1551 | ↘1517 | ↘1475 | ↘1455 | ↘1408 |
| 2019  | 2020  | 2021  |       |       |       |       |       |       |
| ↘1397 | ↗1401 | ↘1072 |       |       |       |       |       |       |

## Состав сельского поселения
| № | Населённый пункт | Тип населённого пункта       | Население |
| - | ---------------- | ---------------------------- | --------- |
| 1 | Большебыково     | село                         | ↘1015     |
| 2 | Высокий          | хутор                        | ↘7        |
| 3 | Коробкин         | хутор                        | ↘1        |
| 4 | Плюхино          | село                         | ↘212      |
| 5 | Солдатка         | село                         | ↘75       |
| 6 | Ураково          | хутор                        | ↘160      |
| 7 | Уточка           | село, административный центр | #Н/Д      |